# إليزابيث ريان (لاعبة هوكي الحقل)
إليزابيث ريان (بالإنجليزية: Elizabeth Ryan)‏ هي لاعب هوكي الحقل نيوزيلندية، ولدت في 10 نوفمبر 1985.